# Йохан Карл Лудвиг фон Салм-Рейнграфенщайн
Йохан Карл Лудвиг фон Салм-Рейнграфенщайн (на немски: Johann Karl Ludwig von Salm-Rheingrafenstein; * 20 юни 1686; † 21 октомври 1740) е граф на Салм и вилд- и рейнграф в Рейнграфенщайн (до Бад Кройцнах в Рейнланд-Пфалц), Гаугревайлер, Даун, Кирбург, Щайн.

## Произход
Той е син на граф Фридрих Вилхелм фон Салм (1644 – 1706), вилд- и рейнграф в Рейнграфенщайн, Вилденбург, Гаугревайлер, и съпругата му графиня Луиза Шарлота фон Лайнинген-Вестербург-Риксинген (1654 – 1724), дъщеря на граф Лудвиг Еберхард фон Лайнинген-Вестербург-Риксинген (1624 – 1688) и графиня Шарлота фон Насау-Саарбрюкен (1619 – 1687). Внук е на вилд и рейнграф Адолф фон Салм-Грумбах-Рейнграфенщайн, Гревайлер-Щайн (1614 – 1668) и Анна Юлиана фон Салм-Даун-Щайн (1622 – 1667), дъщеря на вилд- и рейнграф Волфганг Фридрих фон Салм-Даун (1589 – 1638) и графиня Елизабет фон Золмс-Браунфелс (1593 – 1637). Брат е на неженения Ото Фридрих фон Рейнграфенщайн-Гаугревайлер (* 6 януари 1692; † 24 януари 1713), вилд и рейнграф в Рейнграфенщайн.
Йохан Карл Лудвиг фон Рейнграфенщайн-Гаугревайлер умира на 21 октомври 1740 г. на 54 години.

## Фамилия
Йохан Карл Лудвиг фон Рейнграфенщайн-Гаугревайлер се жени на 1 септември 1713 г. в дворец Бройх за графиня София Магдалена фон Лайнинген-Дагсбург-Фалкенбург (* 14 април 1691; † 18 март 1727), дъщеря на граф Йохан Карл Август фон Лайнинген-Дагсбург-Хайдесхайм (1662 – 1698) и графиня Йохана Магдалена фон Ханау-Лихтенберг (1660 – 1715). Те имат 10 деца:
- Шарлота Йохана фон Гаугревайлер (* 6 юни 1714; † 16 декември 1786)
- Каролина Магдалена фон Гаугревайлер (* 21 юли 1715; † 22 ноември 1728)

- Карл Август фон Гаугревайлер (* 13 юни 1716; † 3 май 1717)
- Карл Магнус фон Рейнграфенщайн (* 26 март 1718; † 1 юли 1793), граф на Салм, вилд и рейнграф в Рейнграфенщайн-Гаугревайлер, женен на 2 февруари 1750 г. за графиня и вилд и рейнграфиня Йохана Лудовика фон Салм-Даун-Пютлинген (* 16 септември 1723; † 13 март 1780), дъщеря на граф вилд и рейнграф Валрад фон Салм-Даун-Пютлинген (1686 – 1730) и графиня Доротея фон Насау-Саарбрюкен-Отвайлер (1692 – 1740), дъщеря на граф Фридрих Лудвиг фон Насау-Отвайлер († 1728)
- Луиза София фон Салм-Рейнграфенщайн-Гаугревайлер (* 2 април 1719; † 2 декември 1766), омъжена на 16 октомври 1741 г. за граф Карл III фон Ортенбург-Нойортенбург (* 2 февруари 1715; † 1 март 1776), син на граф Йохан Георг фон Ортенбург (1686 – 1725) и принцеса Мария Албертина фон Насау-Узинген-Саарбрюкен-Саарверден (1686 – 1768), дъщеря на княз Валрад фон Насау-Узинген († 1702)
- Лудвиг Вилхелм фон Гаугревайлер (* 17 януари 1721; † 8 декември 1775), женен за София Шарлота фон Хатиг
- Карл Теодор Ото Франц фон Гаугревайлер (* 10 юли 1722; † 7 декември 1728)
- Алберта Амалия фон Гаугревайлер (* 23 април 1723; † 23 април 1723)
- Кристиана Елизабет фон Гаугревайлер (* 15 април 1724; † 26 ноември 1725)
- Александрина Катарина фон Гаугревайлер (* 24 март 1725; † 12 март 1761)